# Sofré

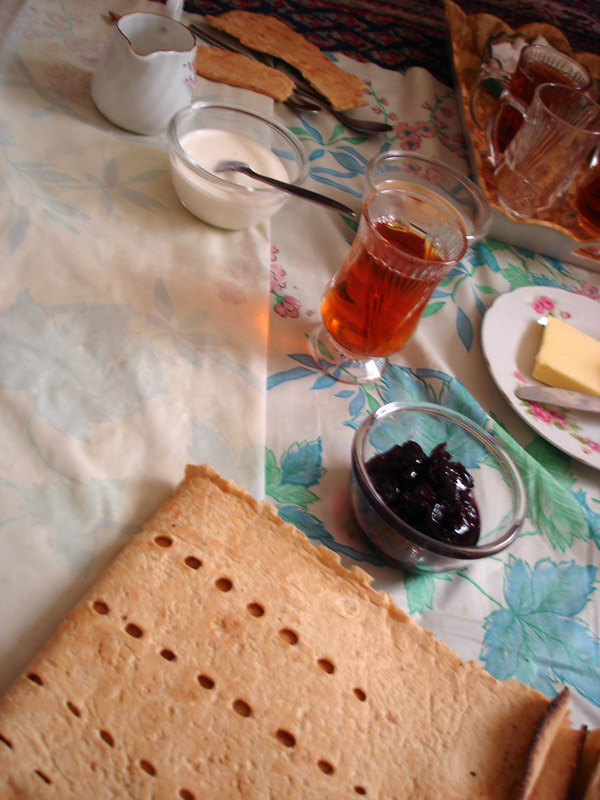
colazione sul tappeto usando il sofré

Il sofré è una tovaglia, in tela cerata usata in Iran per proteggere il tappeto, durante i pasti, dalle eventuali macchie di cibo o bevande.